# J. J. Isler
Jennifer J. Isler (La Jolla, 1 de dezembro de 1963) é uma velejadora estadunidense.

## Carreira
J.J. Isler representou seu país nos Jogos Olímpicos de 1992 e 2000, no qual conquistou uma medalha de prata e de bronze na classe  470. 